# Adunat
Adunat (en grec antic ἀδύνατος) era el nom de cadascuna de les persones que, a l'estat atenenc, estaven subvencionades per l'estat per malaltia o defectes físics que els feien impossible desenvolupar cap activitat física per guanyar-se la vida.
Rebien una quantitat de l'estat que variava segons els temps. En temps d'Aristòtil era un òbol diari, i més tard va pujar a dos òbols. Filòcor parla d'una quantitat diferent, nou dracmes (54 òbols) al mes. Només hi podien optar persones amb un patrimoni inferior a tres mines i es concedia per decret però el senat dels Cinc-cents havia d'examinar als que ho demanaven. Aquesta subvenció s'hauria introduït en temps de Pisístrat destinada als mutilats de guerra, però altres autors pensen que la va introduir Soló. Els funcionaris que feien el pagament eren els pritanis.